# سیل دون
سیل دون (به لاتین: Sel Don) یک منطقهٔ مسکونی در افغانستان است که در ولسوالی خواهان واقع شده‌است.